# Integrated Drive Electronics

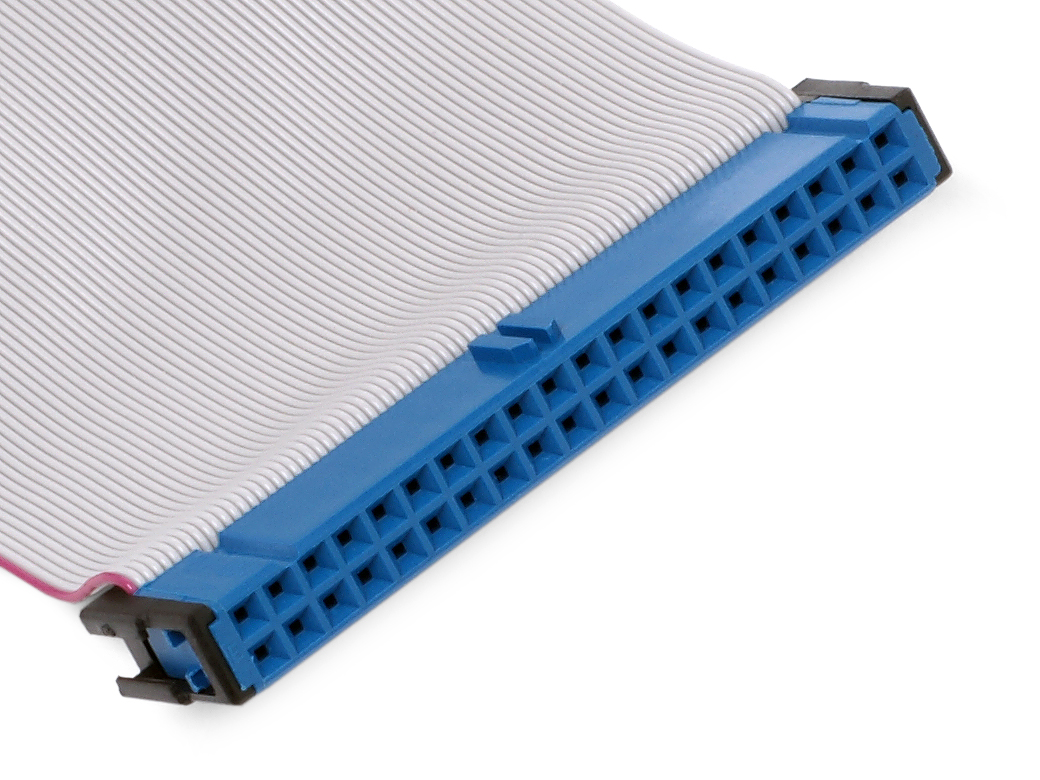
Un cable IDE.

La interfaz ATA, P-ATA o PATA, originalmente conocida como IDE, es un estándar de interfaces para la conexión de dispositivos de almacenamiento masivo de datos y unidades de discos ópticos que utiliza el estándar derivado de ATA y el estándar ATAPI.

## Historia
La primera versión de la interfaz ATA, fue conocida como IDE y desarrollada por Western Digital, con la colaboración de Control Data Corporation (encargada de la parte del disco duro) y Compaq Computer (donde se instalaron los primeros discos).
En un primer momento, las controladoras ATA solo se integraban en la placa madre de equipos de marca como IBM, Dell o Commodore. Su versión más extendida eran las tarjetas multi E/S, que agrupaban las controladoras ATA y disquetera, así como los puertos RS-232 y el puerto paralelo, y solo modelos de gama alta incorporaban zócalos y conectores SIMM para cachear el disco. Dicha integración de dispositivos trajo consigo que un solo chip fuera capaz de desempeñar todo el trabajo.
Junto a la aparición del bus PCI, las controladoras casi siempre están incluidas en la placa base, inicialmente como un chip, para después pasar a formar parte del chipset.

## Terminología
Los términos IDE (Integrated device Electronics), EIDE (Enhanced IDE) y ATA, hoy en día PATA, se han usado como sinónimos ya que generalmente eran compatibles entre sí.
Por otro lado, aunque hasta el 2003 se utilizó el término “ATA”, con la introducción del Serial ATA (SATA) se le acuñó el retrónimo Parallel ATA (PATA).

## Versiones
- Parallel ATA (siglas P-ATA o PATA):
  - ATA-1, la primera versión. Su velocidad es de 8MB/s.
  - ATA-2, soporta transferencias rápidas en bloque y multipalabras DMA.
  - ATA-3, es el ATA-2 revisado y mejorado. Todos los anteriores soportan velocidades de 16 MB/s.
  - ATA-4, conocido como Ultra-DMA (UDMA) o ATA-33, que soporta transferencias en 33 MB/s.
  - ATA-5 o Ultra ATA/66, originalmente propuesta por Quantum para transferencias en 66 MB/s.
  - ATA-6 o Ultra ATA/100, soporte para velocidades de 100 MB/s.
  - ATA-7 o Ultra ATA/133, soporte para velocidades de 133 MB/s.
  - ATA-8 o Ultra ATA/166, soporte para velocidades de 166 MB/s.

- Serial ATA (conocida comúnmente como S-ATA o SATA):
  - Remodelación de ATA con nuevos:
    - Conectores (alimentación y datos),
    - Cables,
    - Tensión de alimentación.

  - Soporta velocidades de:
    - 150 MB/s (SATA),
    - 300 MB/s (SATA II),
    - 600 MB/s (SATA III).

- ATA over Ethernet, implementación sobre Ethernet de comandos ATA para montar una red de área de almacenamiento (SAN). Se presenta como alternativa a iSCSI.

### Velocidad definida según modo de transferencia
| Modo                          | #                 | Máxima tasa de transferencia (MB/s) | Ciclos de tiempo |
| ----------------------------- | ----------------- | ----------------------------------- | ---------------- |
| PIO (Programmed Input/Output) | 0                 | 3,3                                 | 600 ns           |
| PIO (Programmed Input/Output) | 1                 | 5,2                                 | 383 ns           |
| PIO (Programmed Input/Output) | 2                 | 8,3                                 | 240 ns           |
| PIO (Programmed Input/Output) | 3                 | 11,1                                | 180 ns           |
| PIO (Programmed Input/Output) | 4                 | 16,6                                | 120 ns           |
| S-WDMA (Single-word DMA)      | 0                 | 2,1                                 | 960 ns           |
| S-WDMA (Single-word DMA)      | 1                 | 4,2                                 | 480 ns           |
| S-WDMA (Single-word DMA)      | 2                 | 8,3                                 | 240 ns           |
| M-WDMA (Multi-word DMA)       | 0                 | 4,2                                 | 480 ns           |
| M-WDMA (Multi-word DMA)       | 1                 | 13,3                                | 150 ns           |
| M-WDMA (Multi-word DMA)       | 2                 | 16,7                                | 120 ns           |
| M-WDMA (Multi-word DMA)       | 3                 | 20                                  | 100 ns           |
| M-WDMA (Multi-word DMA)       | 4                 | 25                                  | 80 ns            |
| Ultra DMA                     | 0                 | 16,7                                | 240 ns ÷ 2       |
| Ultra DMA                     | 1                 | 25,0                                | 160 ns ÷ 2       |
| Ultra DMA                     | 2 (Ultra ATA/33)  | 33,3                                | 120 ns ÷ 2       |
| Ultra DMA                     | 3                 | 44,4                                | 90 ns ÷ 2        |
| Ultra DMA                     | 4 (Ultra ATA/66)  | 66,7                                | 60 ns ÷ 2        |
| Ultra DMA                     | 5 (Ultra ATA/100) | 100                                 | 40 ns ÷ 2        |
| Ultra DMA                     | 6 (Ultra ATA/133) | 133                                 | 30 ns ÷ 2        |
| Ultra DMA                     | 7 (Ultra ATA/167) | 167                                 | 24 ns ÷ 2        |

## Conexión de los dispositivos

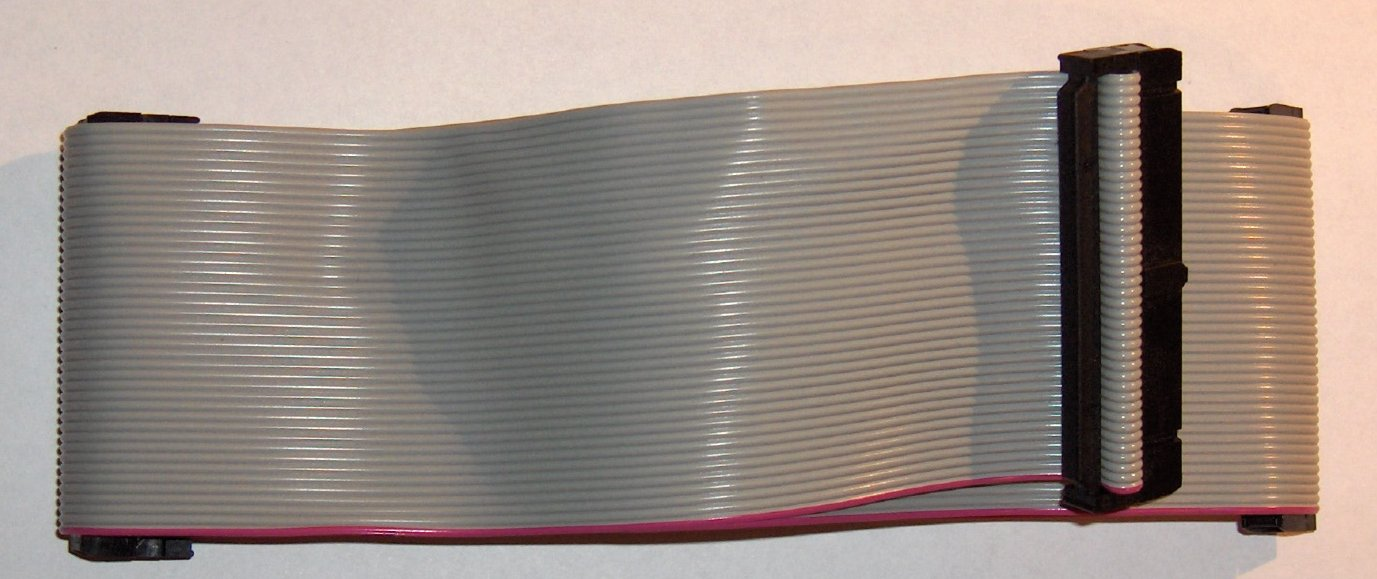
Cable IDE clásico de 40 conectores.

En la interfaz ATA se permite conectar dos dispositivos por bus. Para ello, de los dos dispositivos, solo uno tiene que estar como esclavo y el otro como maestro para que la controladora sepa a qué dispositivo enviar los datos y de qué dispositivo recibirlos. El orden de los dispositivos será “maestro, esclavo”, es decir, el maestro será el primer dispositivo y el esclavo, será el segundo. La configuración se realiza mediante jumpers. Por lo tanto, el dispositivo se puede conectar como:
- Maestro (Master): si es el único dispositivo en el cable, debe tener esta configuración, aunque a veces también funciona si está como esclavo. Si hay otro dispositivo, el otro debe estar como esclavo.
- Esclavo (Slave): funcionará conjuntamente con el maestro. Debe haber otro dispositivo que sea maestro.

### Configuración delJumper
La configuración del jumper es de vital importancia ya que determina el orden en el que el sistema debe acceder al dispositivo y por tanto, de forma indirecta, desde cuál debe efectuarse el arranque del sistema.
|                                                                    |
| Posición del jumper para que el disco sea reconocido como maestro. |

|                                                            |
| Configuración del disco como esclavo, se retira el jumper. |

| |
| Configuración cable select. El disco maestro será el que se conecte en el extremo del cable, y el esclavo el que se conecte en medio. |

|                                                  |
| Limita la capacidad de almacenamiento del disco. |

No todos los discos duros siguen este orden.

## Desventajas
El diseño original de ATA (dos dispositivos a un bus) tiene el inconveniente de que mientras se accede a un dispositivo, el otro dispositivo del mismo conector ATA no se puede usar. En algunos chipset (por ejemplo, Intel FX triton) no se podría usar siquiera el otro ATA a la vez.
Este inconveniente está resuelto en S-ATA y en SCSI, ya que se utiliza un dispositivo en cada puerto.

## Obsolescencia
Los discos ATA se extendieron más que los SCSI debido a su coste mucho menor, aunque su rendimiento también era más bajo. Debido a las limitaciones que tenía ATA, desarrollaron su sucesor, que se dio a conocer como Serial ATA, la cual mejoró considerablemente en rendimiento.
Por tanto, hoy en día se está reduciendo progresivamente el uso de PATA, ya que ha sido sustituida por SATA.